# Восточный округ (Гонконг)

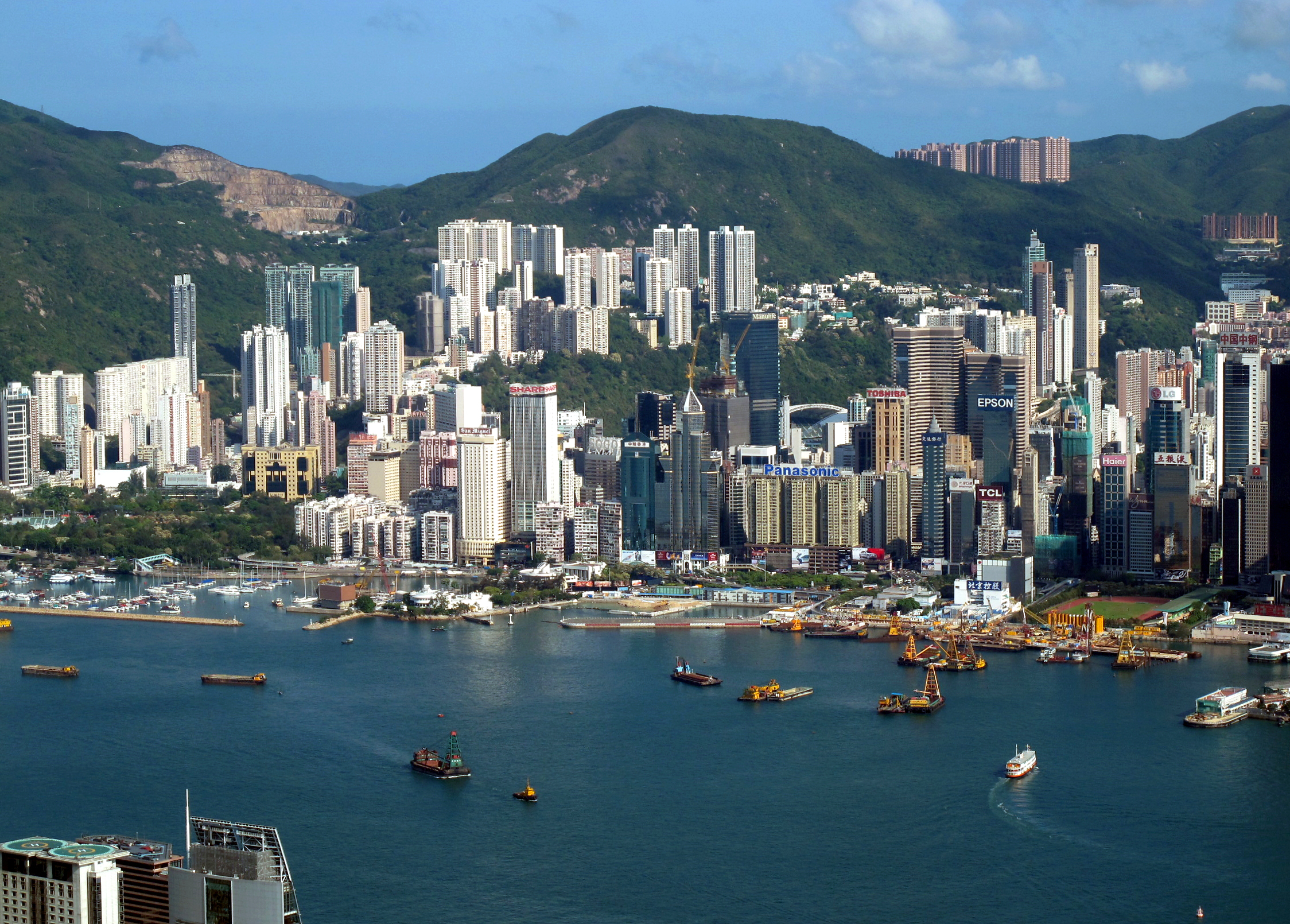
Истерн

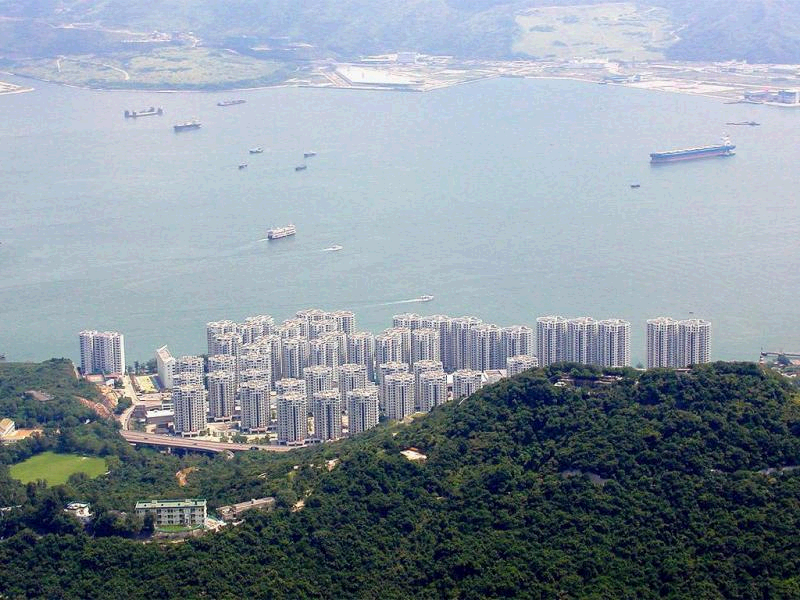
Истерн

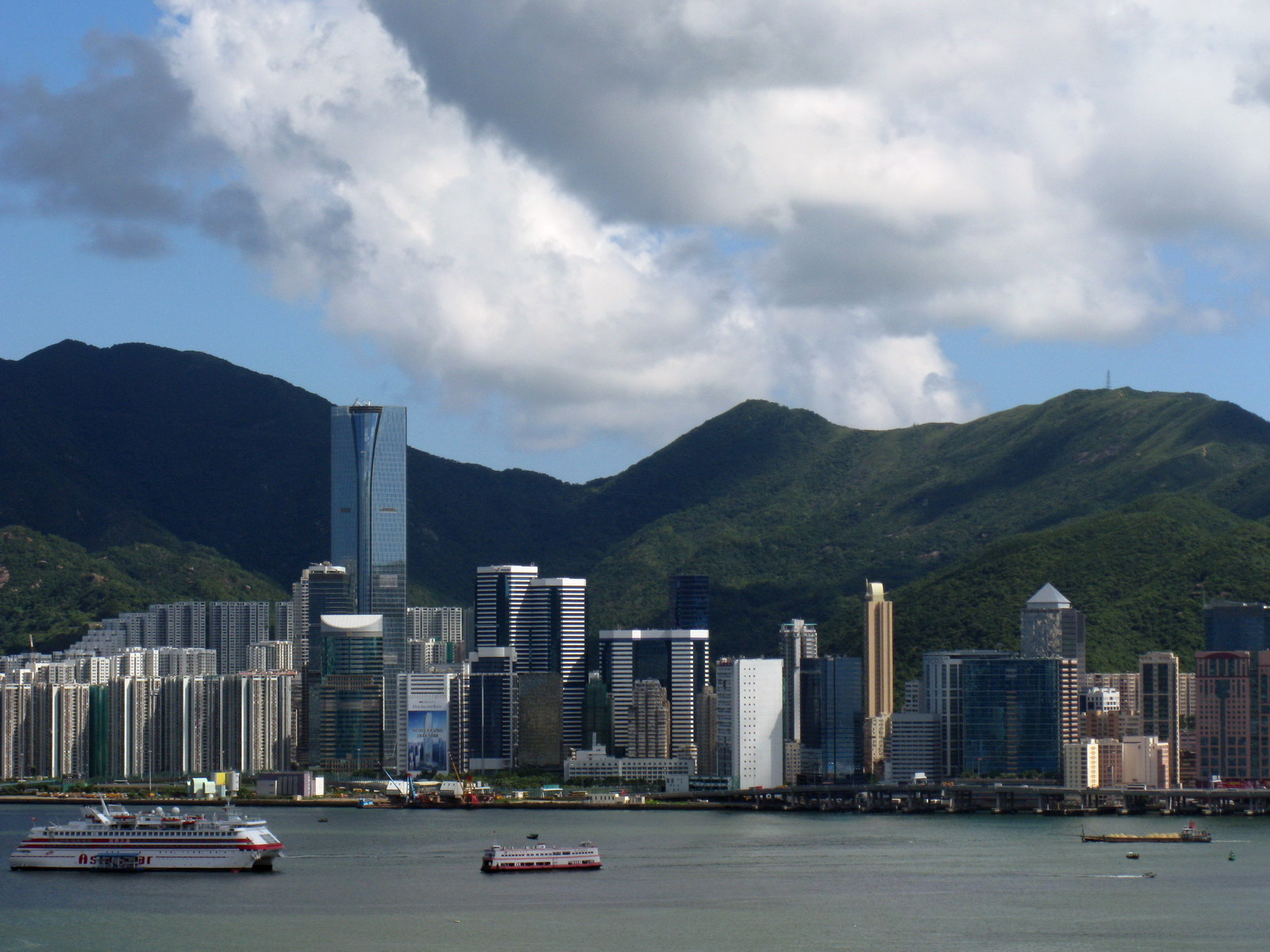
Истерн

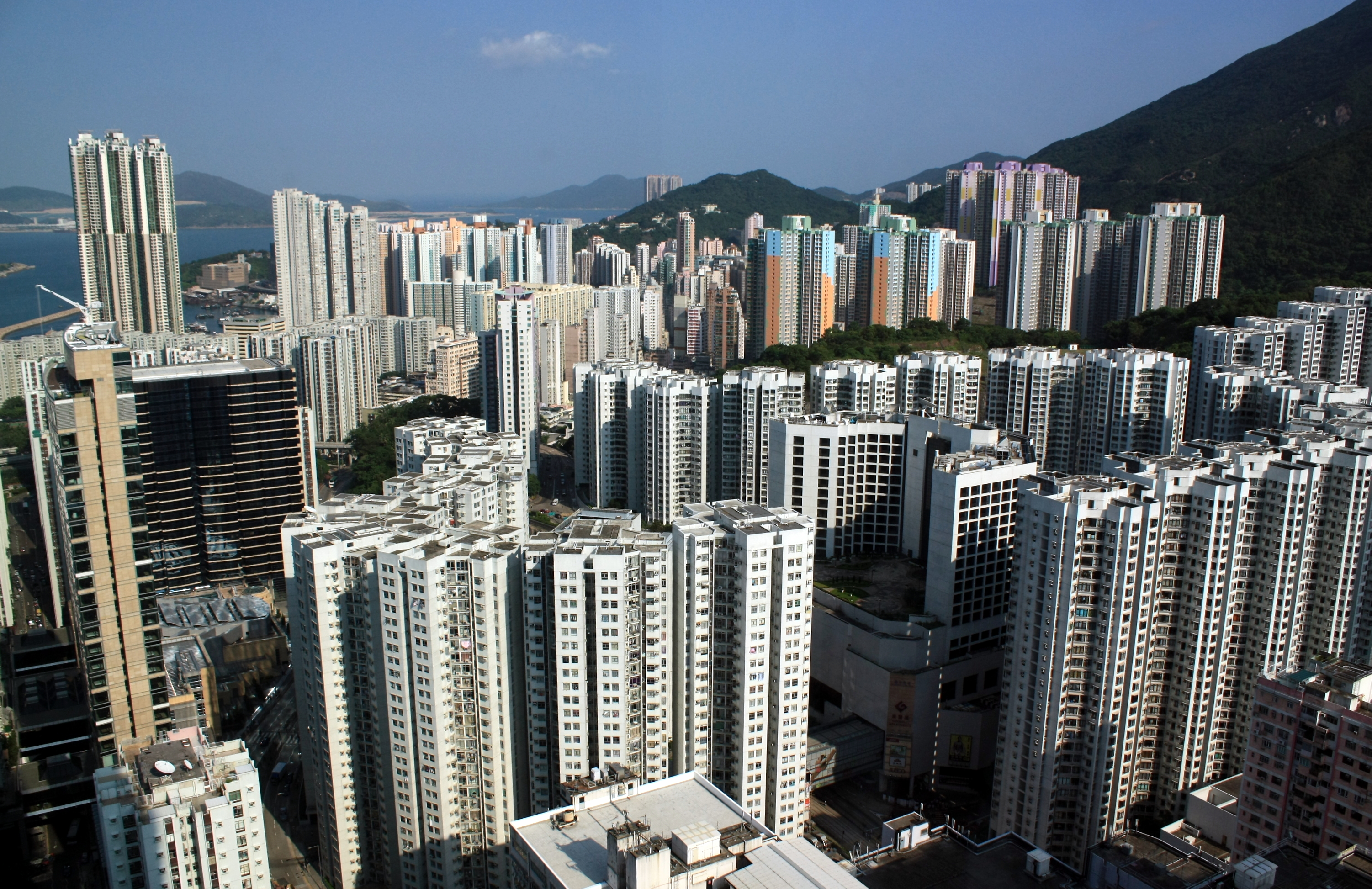
Истерн

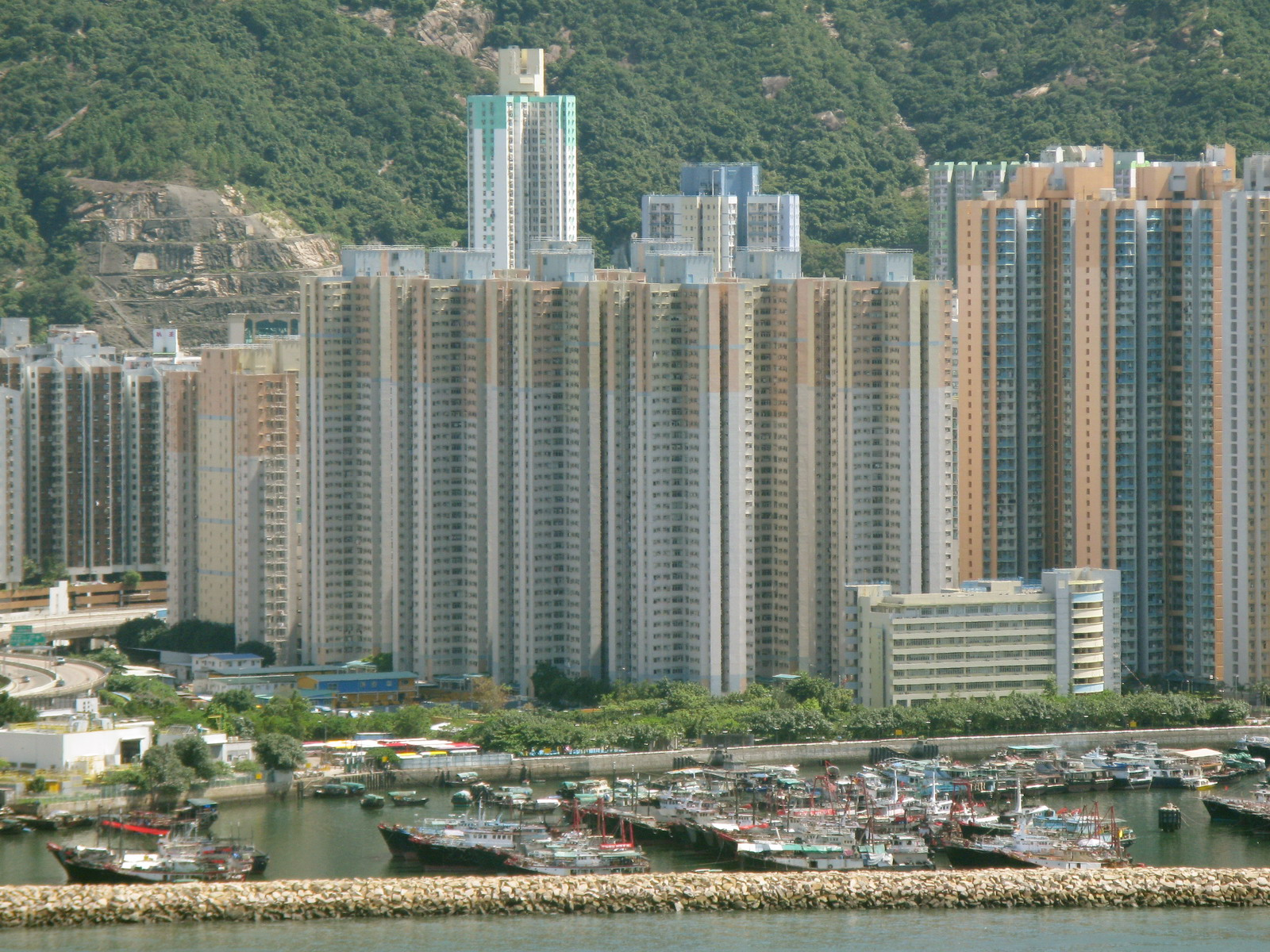
Истерн

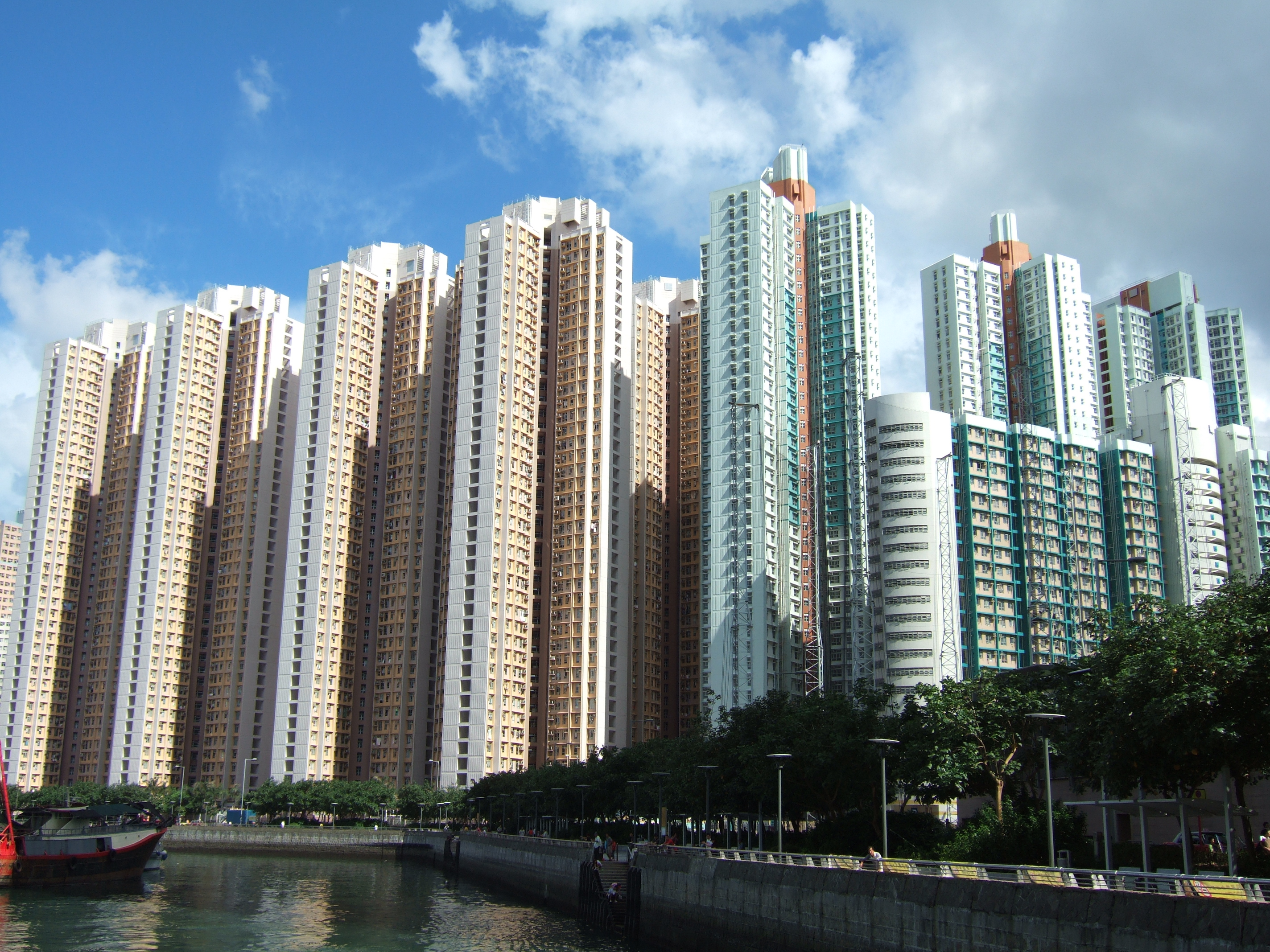
Истерн

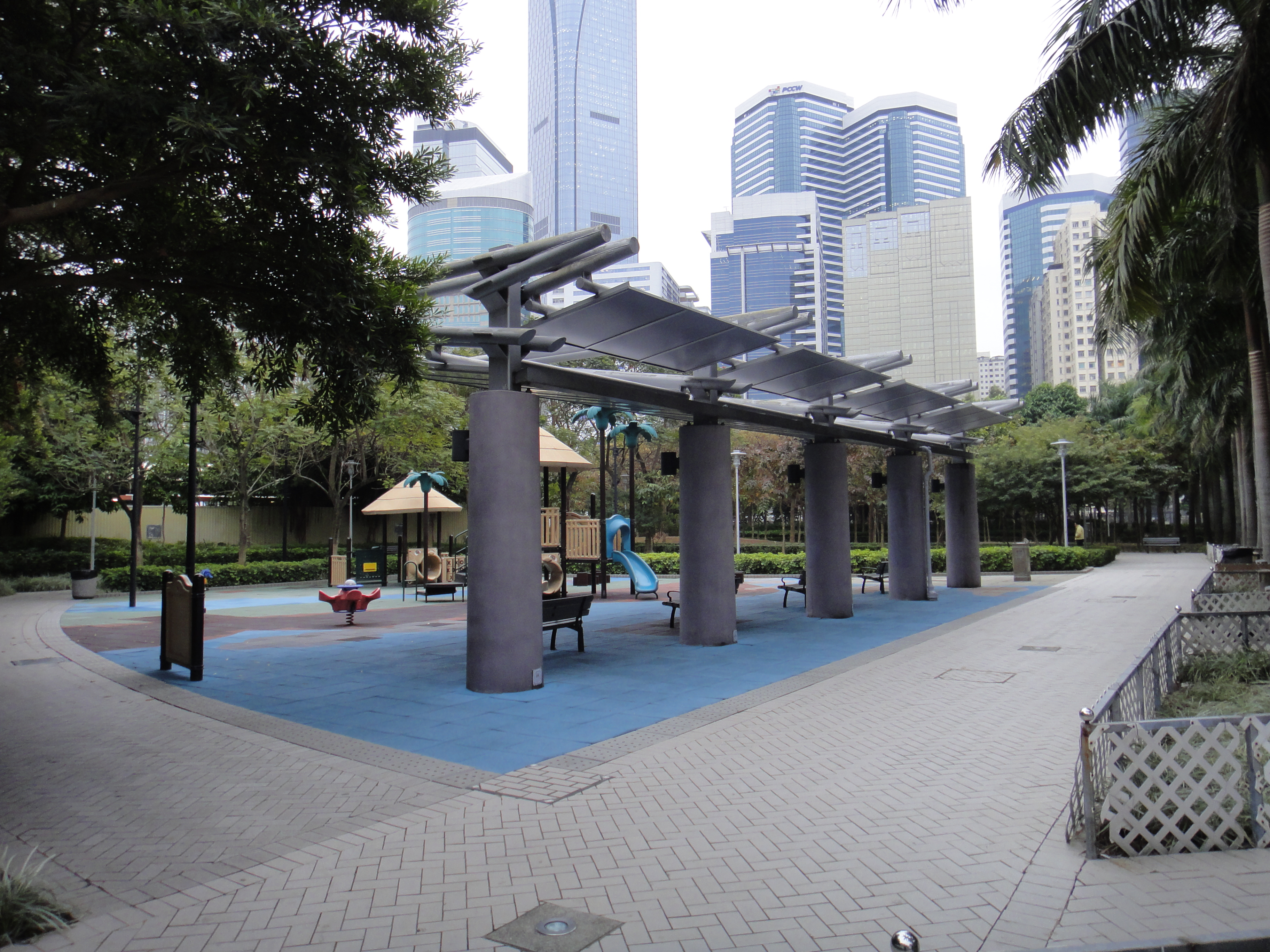
Истерн

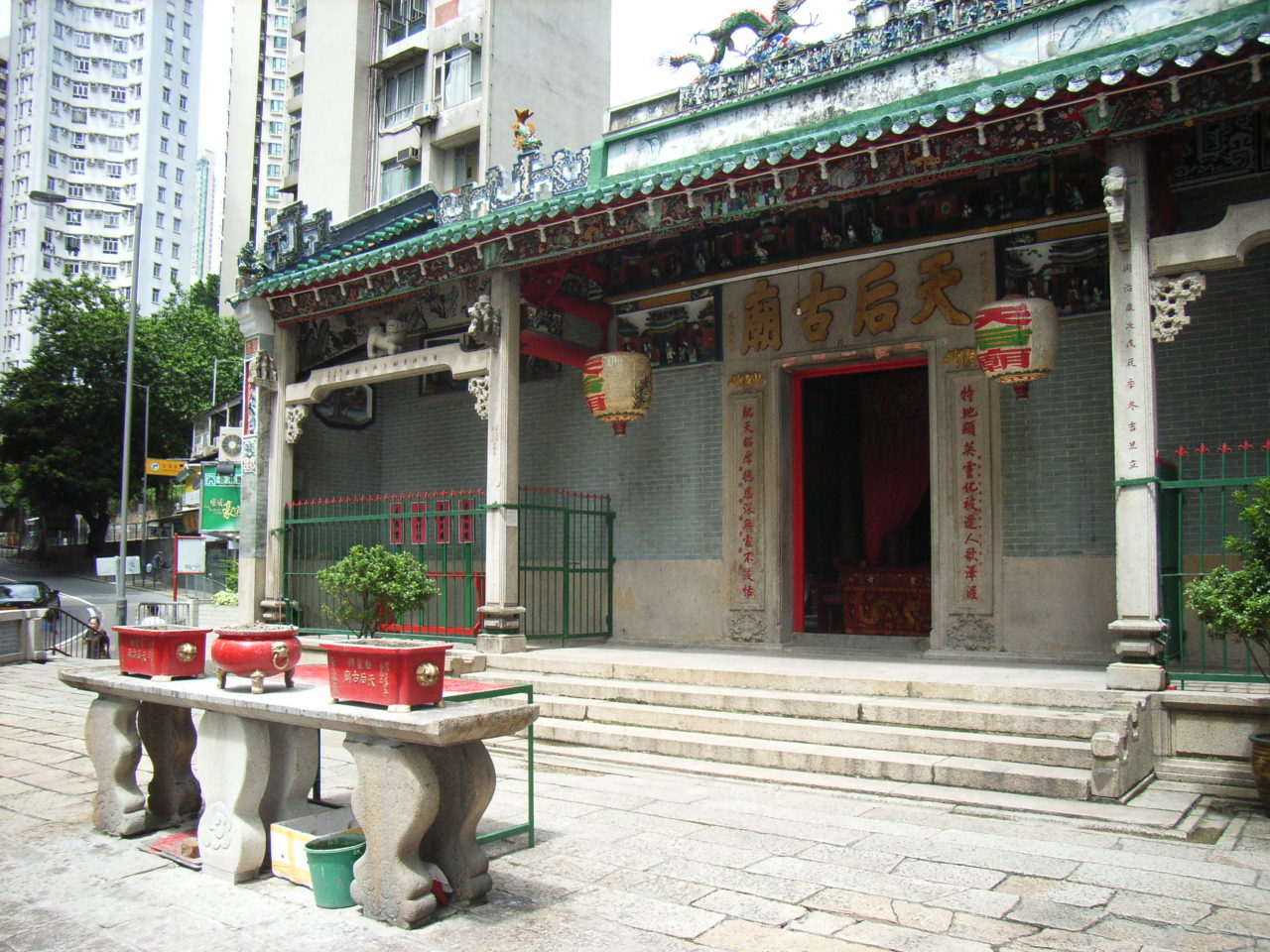
Истерн

Восто́чный округ или округ И́стерн (Eastern, 東區) — один из 18 округов Гонконга. Расположен в северо-восточной части острова Гонконг. Включает в себя районы Норт-Пойнт, Бремар-Хилл, Куорри-Бэй, Тхайкусин, Сайваньхо, Саукэйвань, Чхайвань и Сиусайвань.

## История
В колониальную эпоху округ был известен своими рыбацкими деревнями, верфями и карьерами. Сегодня это крупный жилой район с развитой торговлей и небольшим числом промышленных предприятий.

## Население
В 2006 году в округе проживало 588 тыс. человек, в том числе значительные общины японцев, корейцев, индийцев, пакистанцев, индонезийцев. Истерн — третий среди округов Гонконга по численности населения (после Сатхинь и Куньтон).

### Религия
В округе расположены храмы Тамкуна, Тхиньхау и Шинг-Вонг.

## Экономика
В округе расположены промышленный парк Чай-Ван, штаб-квартиры корпораций «China Taiping Insurance», «Shangri-La International Hotel Management», «Swire Properties», «Kerry Properties», «PCCW», «Sing Tao News Corporation», «Ming Pao Group», кинокомпании «Mandarin Films», офисы международных компаний «IBM» и «KPMG», отели «Эксельсиор», «Ригал Гонконг», «Харбор Гранд», «Харбор Плаза Норт Пойнт», «Сити Гарден», «Ньютон», типография газеты «Ming Pao».

### Торговля
Крупнейшие торговые центры округа — «Таймс Скуэр», «Сого», «Уорлд Трейд Сентр», «Хисан Плейс», «Каузевэй Бэй Плаза», «Ли Гарденс», «Ситиплаза», «Ли Театр Плаза», «Корнхилл Плаза», «Айленд Резорт Молл», «Сити Гарден», «Парадайс Молл», «Уиндсор Хаус», «Фэшн Айленд», «Фэшн Уолк», «Ханг Лунг Сентр», «Иу Тунг», «Ой Тунг», «Хинг Тунг», «Сохо Ист», «Ван Цуй». Также популярны у жителей рынки Каузевэй Бэй и Джардинс Базар, оптовый рыбный рынок Шау-Кей-Ван.

## Транспорт
- Округ обслуживают линии MTR «Айленд» и «Цэунг-Кван-О»
- Тоннель «Истерн Харбор Кроссинг» связывает округ с Коулуном
- Шоссе Айленд Истерн Корридор и Кингс Роуд
- В округе существует разветвленная сеть трамвайных, автобусных и паромных маршрутов

## Достопримечательности
- «Полуденная пушка»
- Набережная Сиу-Сай-Ван Променад

### Крупнейшие здания
- 69-этажный «Ван Айленд Ист» (298 метров)
- Комплекс «Гранд Променад» (66-этажная башня в 219 метров и две 63-этажные башни по 213 метров)
- Комплекс «Айленд Ризорт» (четыре 60-этажные башни по 202 метра)
- 36-этажный «Хисан Плейс» (197 метров)
- 40-этажный «Таймс Скуэр Натвест Тауэр» (194 метра)
- 41-этажный «Оксфорд Хаус» (188 метров)
- 38-этажный «Сино Плаза» (185 метров)
- 44-этажный «Эй-Ай-Эй Тауэр» (180 метров)

### Музеи и галереи
- Гонконгский музей береговой обороны
- Фольклорный музей Лау-Ук
- Музей По-Леунг-Кук

### Парки
- Виктория Парк
- Парк Куэрри Бэй
- Парк Чай-Ван
- Парк Чой-Сай-Ву
- Кладбище Кейп Коллинсон
- Католическое кладбище Холи Кросс
- Военное кладбище Сай-Ван
- Тай-Там Кантри Парк

## Образование
- Гонконгский университет Шуэ-Ян
- Кампус Гонконгского института профессионально-технического образования
- Колледж Гонконг Чайниз Вуменс Клаб
- Колледж Чэунг-Чук-Шан
- Методистский колледж Уэсли
- Исламский колледж Касим Туэт
- Колледж Мансунг
- Колледж Хон-Ва

## Здравоохранение
- Госпиталь Сен-Пол
- Госпиталь Тунг-Ва Истерн
- Госпиталь Ян-Чай
- Госпиталь Pamela Youde Nethersole Eastern
- Клиника Шау-Кей-Ван Джокей Клаб
- Медицинский центр Олдрич Гарден

## Культура
- Театр Санбим
- Театр общественного центра Сай-Ван-Хо
- Гонконгский киноархив
- Публичная библиотека Иу-Тунг

## Спорт
- Королевский яхт-клуб Гонконга
- Спорткомплекс Сиу-Сай-Ван
- Спортцентр Айленд Ист
- Спортцентр Чай-Ван
- Ледовый каток Ситиплаза Айс Палас